# Il nome del figlio
Pour plus de détails, voir Fiche technique et Distribution.
Il nome del figlio (traduction littérale : « Le prénom du fils »)  est un film italien réalisé par Francesca Archibugi sorti en 2015. Le film est inspiré de Le Prénom, pièce de théâtre d'Alexandre de La Patellière et Matthieu Delaporte (2010).

## Synopsis
Un bébé est attendu au foyer de Paolo et de son épouse Simona et il est temps de choisir son prénom. Après des discussions interminables et divers compromis, le nom du bébé est enfin choisi, mais celui-ci ne plaît pas aux amis et à la famille.

## Fiche technique
- Titre : Il nome del figlio
- Réalisation : Francesca Archibugi
- Scénario : Francesca Archibugi, Francesco Piccolo, d'après Le Prénom, pièce de théâtre d'Alexandre de La Patellière et Matthieu Delaporte (2010)
- Directeur de la photographie : Fabio Cianchetti
- Musique :
- Montage : Esmeralda Calabria
- Sociétés de production : Indiana Production Company, Lucky Red, Motorino Amaranto
- Pays d'origine :   Italie
- Langue : Italien
- Format : Couleur — 35 mm — 2,35:1 — Son : Dolby Digital
- Genre : Comédie
- Durée : 94 minutes (1 h 34)
- Dates de sortie : 
  - Italie : 22 janvier 2015
  - Chine : 20 avril 2015 (Festival international du film de Pékin)
  - Suède : 29 janvier 2016 (Festival international du film de Göteborg)
  - États-Unis : 5 mars 2016 (Festival international du film de Miami)
  - Espagne : 11 mars 2016

## Distribution
- Alessandro Gassman : Paolo
- Micaela Ramazzotti : Simona
- Valeria Golino : Betta
- Luigi Lo Cascio : Sandro
- Rocco Papaleo : Claudio